# Mosaico de selva y sabana de Guinea

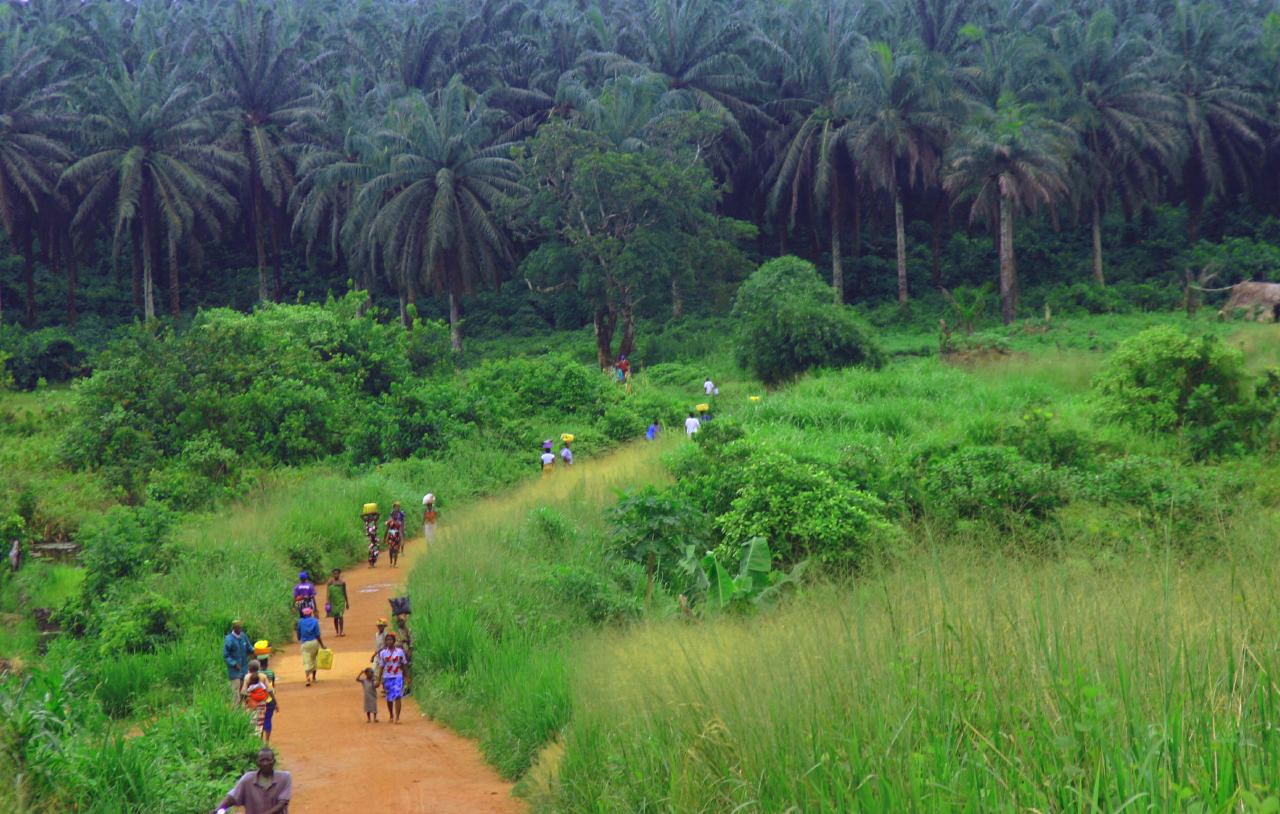
Mosaico de selva y sabana de Guinea

El mosaico de selva y sabana de Guinea es una ecorregión de la ecozona afrotropical, definida por WWF, formada por áreas de selva, sabana y pradera, que separa las selvas costeras de la sabana sudanesa occidental.

## Descripción
Es una ecorregión de sabana que cubre un área de 673.600 kilómetros cuadrados, y se extiende desde la costa de Senegal y Gambia hasta el este de Nigeria; incluye partes de Guinea-Bisáu, Guinea, Sierra Leona, Costa de Marfil, Ghana, Togo,  Benín y Camerún. 
Limita al norte con la sabana sudanesa occidental y, en el centro de Nigeria, el mosaico de selva y pradera de la meseta de Jos. Al sur, limita, de oeste a este, con el manglar guineano, la selva guineana occidental de tierras bajas, la selva guineana oriental, el manglar de África central y la costa a través del corredor Togo-Dahomey, la selva de tierras bajas de Nigeria, la selva de transición del Cross-Níger y la selva costera del Cross-Sanaga y Bioko. Al este, la selva de la cordillera de Camerún, en la cordillera de Camerún, entre Nigeria y Camerún, separa esta ecorregión del mosaico de selva y sabana del norte del Congo. Además, parte de la selva montana guineana se encuentra enclavada en esta ecorregión.

## Flora nono nono
Esta región es principalmente pastizales cruzados con árboles que crecen a lo largo de arroyos y en laderas, y los incendios constantes impiden el crecimiento de árboles en campo abierto. Lophira lanceolata es un árbol más resistente al fuego que muchos otros.

## Fauna
La mezcla de bosques y pastizales proporciona hábitat para una variedad de especies, desde grandes mamíferos como el leopardo africano , los elefantes del bosque , el hipopótamo y los antílopes , como el duiker de flanco rojo, hasta la tortuga común , así como especies más localizadas, incluidos los monos patas y el gusano de Ghana. lagartos ( Amphisbaenia ).
Los humedales de la región son ricos en aves, incluido el estornino lustroso iris y la grulla de corona de sirvienta  negra .

## Estado de conservación del nono
En peligro crítico.

## Protección
Sólo el 16% de la ecorregión está protegido.